# Arte budista

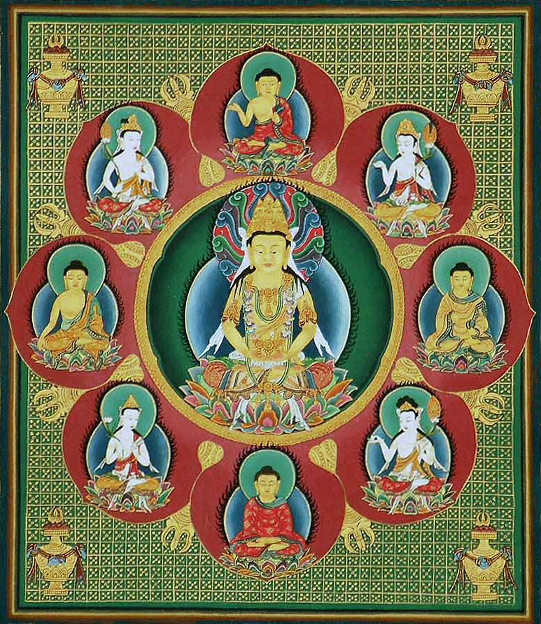
Mandala Garbhadhatu (sânscrito) ou Taizo-kai (Língua japonesa)ː um exemplo de arte budista.

A arte budista teve a sua origem no subcontinente indiano (actual Índia, Bangladesh, Nepal e Paquistão) séculos depois da existência de Siddhartha Gautama (Buda), entre os séculos VI e V a.C. Mais tarde, através do contacto com diversas culturas, este tipo de arte foi evoluindo e difundindo-se por toda a Ásia, assim como pelo resto do mundo.

## História
A sua primeira fase, designada de pré-icónica, teve origem no século I EC. Caracteriza-se pela não representação direta de Siddhartha Gautama. A fase seguinte, icónica, baseou-se em representações da imagem humana de Sidarta Gautama e de budas do passado, do futuro e de outros universos como símbolo central das suas obras de arte.
Desde então, a arte budista diversificou-se e evoluiu, adaptando-se a novas religiões que se viriam a formar com diversos crentes. Esta forma de arte foi-se expandindo para leste e para o norte - em contraposição à arte budista do sul, que teve origens no sudeste asiático. Na Índia, a arte budista floresceu, tendo inclusive influenciado a arte Hindu, até que o budismo desapareceu quase por completo na Índia por volta do século X, com a expansão do hinduísmo e do islamismo.

## Biografia
- Robert E. Fisher (1993), Buddhist Art and Architecture, Londres: Thames & Hudson. ISBN 0-500-20265-6
- Richard Foltz (2010). Religions of the Silk Road. [S.l.]: Nueva York: Palgrave Macmillan. ISBN 978-0-230-62125-1
- Louis Frédéric (2003), Buddhismus - Götter, Bilder und Skulpturen, París: Éditions Flammarion. ISBN 2-08-021001-7